# دوسوچین
دوسوچین (به لهستانی:  Dusocin) یک روستا در لهستان است که در گمینا گروجانز واقع شده‌است.